# Ssonda
Ssonda (쏜다) è un film d'azione sudcoreano del 2007 diretto da Park Jeong-woo.

## Trama
La storia segue Park Man-soo, un funzionario d'ufficio che ha sempre vissuto onestamente, e Yang Cheol-gon, un criminale abituale senza una casa. Dopo che la moglie di Park Man-soo annuncia il divorzio e lui viene ingiustamente arrestato per aver urinato su un muro della stazione di polizia, incontra Yang Cheol-gon, che cerca intenzionalmente di farsi arrestare per avere un posto dove stare. Coinvolti in un interrogatorio violento dal detective Ma Dong-cheol, i due fuggono, rubano una pistola e causano il ribaltamento di un'auto della polizia.
Presi da una furia incontrollata, commettono una serie di crimini, tra cui atti di vandalismo, rapine e persino un'aggressione a un membro dell'Assemblea Nazionale. Park Man-soo, ormai fuori controllo a causa del suo licenziamento e del divorzio, compie azioni sempre più estreme, mentre Yang Cheol-gon cerca invano di moderarlo. Nel frattempo, Ma Dong-cheol, un ex membro della White Bone Gang con un passato violento, li insegue con l’intenzione di incastrarli come criminali.
Quando Park Man-soo e Yang Cheol-gon si rendono conto di essere ormai senza via d'uscita, decidono di fuggire all'estero attraverso il porto di Incheon. Tuttavia, vengono intercettati dalla polizia, compresi i commando speciali. Durante la fuga, il detective Ma Dong-cheol ribalta la loro auto, ma i due, ormai pieni di rabbia e disillusione verso la società, rifiutano di arrendersi e attaccano la polizia. Il film si conclude con i colpi d’arma da fuoco delle forze dell’ordine contro di loro mentre si lanciano disperatamente all'attacco.